# Atletism la Jocurile Olimpice de vară din 2020 - 200 m (masculin)
Proba de 200 de metri masculin de la Jocurile Olimpice de vară din 2020 a avut loc în perioada 3-4 august 2021 pe Stadionul Național al Japoniei. Aproximativ șaizeci de sportivi sunt așteptați să concureze în această probă.

## Recorduri
Înaintea acestei competiții, recordurile mondiale și olimpice erau următoarele:
| Record  | Atlet            | Timp  | Loc              | Data           |
| ------- | ---------------- | ----- | ---------------- | -------------- |
| Mondial | Usain Bolt (JAM) | 19,19 | Berlin, Germania | 20 august 2009 |
| Olimpic | Usain Bolt (JAM) | 19,30 | Beijing, China   | 20 august 2008 |

## Program
Orele sunt ora Japoniei (UTC+9) 
| Data                    | Oră        | Etapă                         |
| ----------------------- | ---------- | ----------------------------- |
| Marți, 3 august 2021    | 9:00 19:00 | Sferturi de finală Semifinale |
| Miercuri, 4 august 2021 | 18:30      | Finala                        |

## Rezultate

### Calificări
S-au calificat în semifinale primii trei atleți din fiecare serie (C) și următorii atleți cu cei mai buni 6 timpi (c). 

#### Seria 1
| Loc | Culoar | Atlet               | Țară          | Reacție        | Timp  | Note |
| --- | ------ | ------------------- | ------------- | -------------- | ----- | ---- |
| 1   | 7      | Rasheed Dwyer       | Jamaica       | 0,163          | 20,31 | C    |
| 2   | 8      | Divine Oduduru      | Nigeria       | 0,129          | 20,36 | C    |
| 3   | 4      | Anaso Jobodwana     | Africa de Sud | 0,119          | 20,78 | C    |
| 4   | 2      | Jorge Vides         | Brazilia      | 0,161          | 20,94 |      |
| 5   | 3      | Fodé Sissoko        | Mali          | 0,167          | 21,00 |      |
| 6   | 5      | Shota Iizuka        | Japonia       | 0,148          | 21,02 |      |
| 7   | 6      | José Andres Salazar | El Salvador   | 0,145          | 21,66 |      |
|     |        |                     |               | Vânt: -0,3 m/s |       |      |

#### Seria 2
| Loc | Culoar | Atlet                  | Țară               | Reacție        | Timp  | Note      |
| --- | ------ | ---------------------- | ------------------ | -------------- | ----- | --------- |
| 1   | 4      | Jereem Richards        | Trinidad și Tobago | 0.187          | 20,52 | C         |
| 2   | 6      | Shaun Maswanganyi      | Africa de Sud      | 0,142          | 20,58 | C         |
| 3   | 2      | Taymir Burnet          | Olanda             | 0,137          | 20,60 | C, SB     |
| 4   | 3      | Emmanuel Eseme         | Camerun            | 0,160          | 20,65 |           |
| 5   | 7      | Ján Volko              | Slovacia           | 0,160          | 21,21 |           |
| 6   | 5      | Abdul Hakim Sani Brown | Japonia            | 0,149          | 21,41 | SB        |
|     | 9      | Jan Jirka              | Cehia              |                | DS    | TR 17.3.1 |
|     | 8      | Bernardo Baloyes       | Columbia           |                | NS    |           |
|     |        |                        |                    | Vânt: +0,9 m/s |       |           |

#### Seria 3
| Loc | Culoar | Atlet           | Țară               | Reacție        | Timp  | Note |
| --- | ------ | --------------- | ------------------ | -------------- | ----- | ---- |
| 1   | 5      | Femi Ogunode    | Qatar              | 0,154          | 20,37 | C    |
| 2   | 6      | Ramil Guliyev   | Turcia             | 0,158          | 20,54 | C    |
| 3   | 2      | Andre De Grasse | Canada             | 0,122          | 20,56 | C    |
| 4   | 3      | Kyle Greaux     | Trinidad și Tobago | 0,149          | 20,77 |      |
| 5   | 4      | Jun Yamashita   | Japonia            | 0,118          | 20,78 |      |
| 6   | 8      | Aldemir Junior  | Brazilia           | 0,160          | 20,84 | SB   |
|     |        |                 |                    | Vânt: -0,6 m/s |       |      |

#### Seria 4
| Loc | Culoar | Atlet                 | Țară                       | Reacție        | Timp    | Note  |
| --- | ------ | --------------------- | -------------------------- | -------------- | ------- | ----- |
| 1   | 4      | Erriyon Knighton      | Statele Unite ale Americii | 0,173          | 20,55   | C     |
| 2   | 8      | Alonso Edward         | Panama                     | 0,185          | 20,60   | C     |
| 3   | 5      | Robin Vanderbemden    | Belgia                     | 0,142          | 20,70   | C, SB |
| 4   | 6      | Sydney Siame          | Zambia                     | 0,171          | 21,01   |       |
| 5   | 2      | Gediminas Truskauskas | Lituania                   | 0,140          | 21,02   |       |
| 6   | 3      | Steven Müller         | Germania                   | 0,156          | 21.08   |       |
| 7   | 7      | Adam Gemili           | Marea Britanie             | 0,180          | 1:58,58 |       |
|     |        |                       |                            | Vânt: +0,6 m/s |         |       |

#### Seria 5
| Loc | Culoar | Atlet                       | Țară     | Reacție        | Timp  | Note |
| --- | ------ | --------------------------- | -------- | -------------- | ----- | ---- |
| 1   | 4      | Aaron Brown                 | Canada   | 0,157          | 20,38 | C    |
| 2   | 2      | Joseph Fahnbulleh           | Liberia  | 0,147          | 20,46 | C    |
| 3   | 6      | William Reais               | Elveția  | 0,147          | 20,51 | C    |
| 4   | 7      | Serhii Smelîk               | Ucraina  | 0,144          | 20,53 | SB   |
| 5   | 5      | Antonio Infantino           | Italia   | 0,132          | 20,90 |      |
| 6   | 3      | Lucas Vilar                 | Brazilia | 0,171          | 21,31 |      |
| 7   | 8      | Muhd Noor Firdaus Ar-Rasyid | Brunei   | 0,174          | 21,83 | SB   |
|     |        |                             |          | Vânt: -0,7 m/s |       |      |

#### Seria 6
| Loc | Culoar | Atlet                    | Țară                       | Reacție        | Timp  | Note  |
| --- | ------ | ------------------------ | -------------------------- | -------------- | ----- | ----- |
| 1   | 5      | Kenneth Bednarek         | Statele Unite ale Americii | 0,184          | 20,01 | C     |
| 2   | 8      | Yancarlos Martínez       | Republica Dominicană       | 0,164          | 20,17 | C, RN |
| 3   | 4      | Fausto Desalu            | Italia                     | 0,131          | 20,29 | C, SB |
| 4   | 2      | Xie Zhenye               | China                      | 0,159          | 20,34 | c, SB |
| 5   | 3      | Nethaneel Mitchell-Blake | Marea Britanie             | 0,163          | 20,56 | SB    |
| 6   | 7      | Marcus Lawler            | Irlanda                    | 0,145          | 20,73 | SB    |
|     | 6      | Emmanuel Matadi          | Liberia                    |                |       | NS    |
|     |        |                          |                            | Vânt: -0,4 m/s |       |       |

#### Seria 7
| Loc | Culoar | Atlet              | Țară                       | Reacție        | Timp  | Note   |
| --- | ------ | ------------------ | -------------------------- | -------------- | ----- | ------ |
| 1   | 8      | Noah Lyles         | Statele Unite ale Americii | 0.171          | 20.18 | C      |
| 2   | 9      | Sibusiso Matsenjwa | Eswatini                   | 0,172          | 20,34 | C, RN  |
| 3   | 3      | Joseph Paul Amoah  | Ghana                      | 0,171          | 20,35 | C, SB  |
| 4   | 4      | Clarence Munyai    | Africa de Sud              | 0,135          | 20,49 | c, =SB |
| 5   | 5      | Leon Reid          | Irlanda                    | 0,135          | 20,53 | c, SB  |
| 6   | 7      | Brendon Rodney     | Canada                     | 0,150          | 20,60 |        |
| 7   | 6      | Julian Forte       | Jamaica                    | 0,152          | 20,65 |        |
| 8   | 2      | Noureddine Hadid   | Liban                      | 0,157          | 21,12 |        |
|     |        |                    |                            | Vânt: +0,4 m/s |       |        |

### Semifinale
Se califică în finală primii doi atleți din fiecare semifinală (C) și următorii atleți cu cei mai buni 2 timpi (c). 

#### Semifinala 1
| Loc | Culoar | Atlet             | Țară                       | Reacție        | Timp  | Note  |
| --- | ------ | ----------------- | -------------------------- | -------------- | ----- | ----- |
| 1   | 4      | Erriyon Knighton  | Statele Unite ale Americii | 0,172          | 20,02 | C     |
| 2   | 6      | Rasheed Dwyer     | Jamaica                    | 0,141          | 20,13 | C, SB |
| 3   | 7      | Divine Oduduru    | Nigeria                    | 0,140          | 20,16 |       |
| 4   | 9      | Joseph Paul Amoah | Ghana                      | 0,168          | 20,27 | SB    |
| 5   | 5      | Femi Ogunode      | Qatar                      | 0,160          | 20,34 |       |
| 6   | 8      | Fausto Desalu     | Italia                     | 0,149          | 20,43 |       |
| 7   | 2      | Xie Zhenye        | China                      | 0,154          | 20,45 |       |
| 8   | 3      | Anaso Jobodwana   | Africa de Sud              | 0,151          | 20,88 |       |
|     |        |                   |                            | Vânt: -0,2 m/s |       |       |

#### Semifinala 2
| Loc | Culoar | Atlet              | Țară                       | Reacție        | Timp  | Note  |
| --- | ------ | ------------------ | -------------------------- | -------------- | ----- | ----- |
| 1   | 7      | Aaron Brown        | Canada                     | 0,151          | 19,99 | C, SB |
| 2   | 6      | Joseph Fahnbulleh  | Liberia                    | 0,140          | 19,99 | C, RN |
| 3   | 5      | Noah Lyles         | Statele Unite ale Americii | 0,179          | 19,99 | c     |
| 4   | 4      | Yancarlos Martinez | Republica Dominicană       | 0,141          | 20,24 |       |
| 5   | 8      | William Reais      | Elveția                    | 0,149          | 20,44 | SB    |
| 6   | 2      | Clarence Munyai    | Africa de Sud              | 0,142          | 20,49 | SB    |
| 7   | 3      | Robin Vanderbemden | Belgia                     | 0,132          | 21,00 |       |
|     | 9      | Alonso Edward      | Panama                     | 0,147          |       | NT    |
|     |        |                    |                            | Vânt: -0,4 m/s |       |       |

#### Semifinala 3
| Loc | Culoar | Atlet              | Țară                       | Reacție        | Timp  | Note  |
| --- | ------ | ------------------ | -------------------------- | -------------- | ----- | ----- |
| 1   | 9      | Andre De Grasse    | Canada                     | 0,139          | 19,73 | C, RN |
| 2   | 6      | Kenneth Bednarek   | Statele Unite ale Americii | 0,176          | 19,83 | C     |
| 3   | 5      | Jereem Richards    | Trinidad și Tobago         | 0,161          | 20,10 | c, SB |
| 4   | 8      | Shaun Maswanganyi  | Africa de Sud              | 0,151          | 20,18 |       |
| 5   | 7      | Sibusiso Matsenjwa | Eswatini                   | 0,158          | 20,22 | RN    |
| 6   | 4      | Ramil Guliyev      | Turcia                     | 0,156          | 20,31 | SB    |
| 7   | 3      | Leon Reid          | Irlanda                    | 0,139          | 20,54 |       |
| 8   | 2      | Taymir Burnet      | Olanda                     | 0,126          | 20,90 |       |
|     |        |                    |                            | Vânt: +0,2 m/s |       |       |

### Finala
| Loc | Culoar | Atlet             | Țară                       | Reacție        | Timp  | Note |
| --- | ------ | ----------------- | -------------------------- | -------------- | ----- | ---- |
| 1   | 6      | Andre De Grasse   | Canada                     | 0,135          | 19,62 | RN   |
| 2   | 7      | Kenneth Bednarek  | Statele Unite ale Americii | 0,165          | 19,68 | PB   |
| 3   | 3      | Noah Lyles        | Statele Unite ale Americii | 0,151          | 19,74 | SB   |
| 4   | 5      | Erriyon Knighton  | Statele Unite ale Americii | 0,159          | 19,93 |      |
| 5   | 8      | Joseph Fahnbulleh | Liberia                    | 0,141          | 19,98 | RN   |
| 6   | 4      | Aaron Brown       | Canada                     | 0,157          | 20,20 |      |
| 7   | 9      | Rasheed Dwyer     | Jamaica                    | 0,148          | 20,21 |      |
| 8   | 2      | Jereem Richards   | Trinidad și Tobago         | 0,149          | 20,39 |      |
|     |        |                   |                            | Vânt: -0,5 m/s |       |      |